# Étienne Léobet
Pas d'image ? Cliquez ici

a Compétitions nationales et continentales officielles uniquement.

Dernière mise à jour le 3 juillet 2023.
Étienne Léobet, né le 28 août 1984, est un joueur français de rugby à XV qui évolue au poste d'ailier (1,85 m pour 97 kg).

## Carrière
- Jusqu'en 2002 : Stade poitevin
- 2002-2009 : Stade rochelais
- 2009-2011 : Rugby Athletic Club angérien
- 2011-2012 : SA Rochefort
- 2012-2013 : Rugby Club Puilboreau

## Palmarès

### En club
- Finaliste des phases finales de Pro D2 : 2007

### En équipe nationale
- Équipe de France universitaire[réf. nécessaire]